# Jordanów (Landgemeinde)
Die Gmina wiejska Jordanów ist eine Landgemeinde im Powiat Suski in der Wojewodschaft Kleinpolen, Polen. Sitz ist die Stadt Jordanów, die der Gemeinde aber nicht angehört. Die Gmina hat eine Fläche von 92,6 km² und 11.240 Einwohner (Stand 31. Dezember 2020).

## Geographie

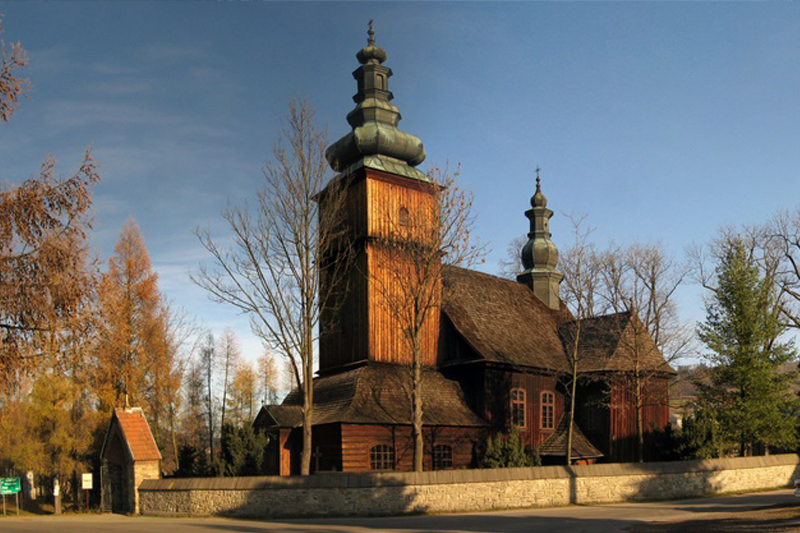
Kirche in Łętownia

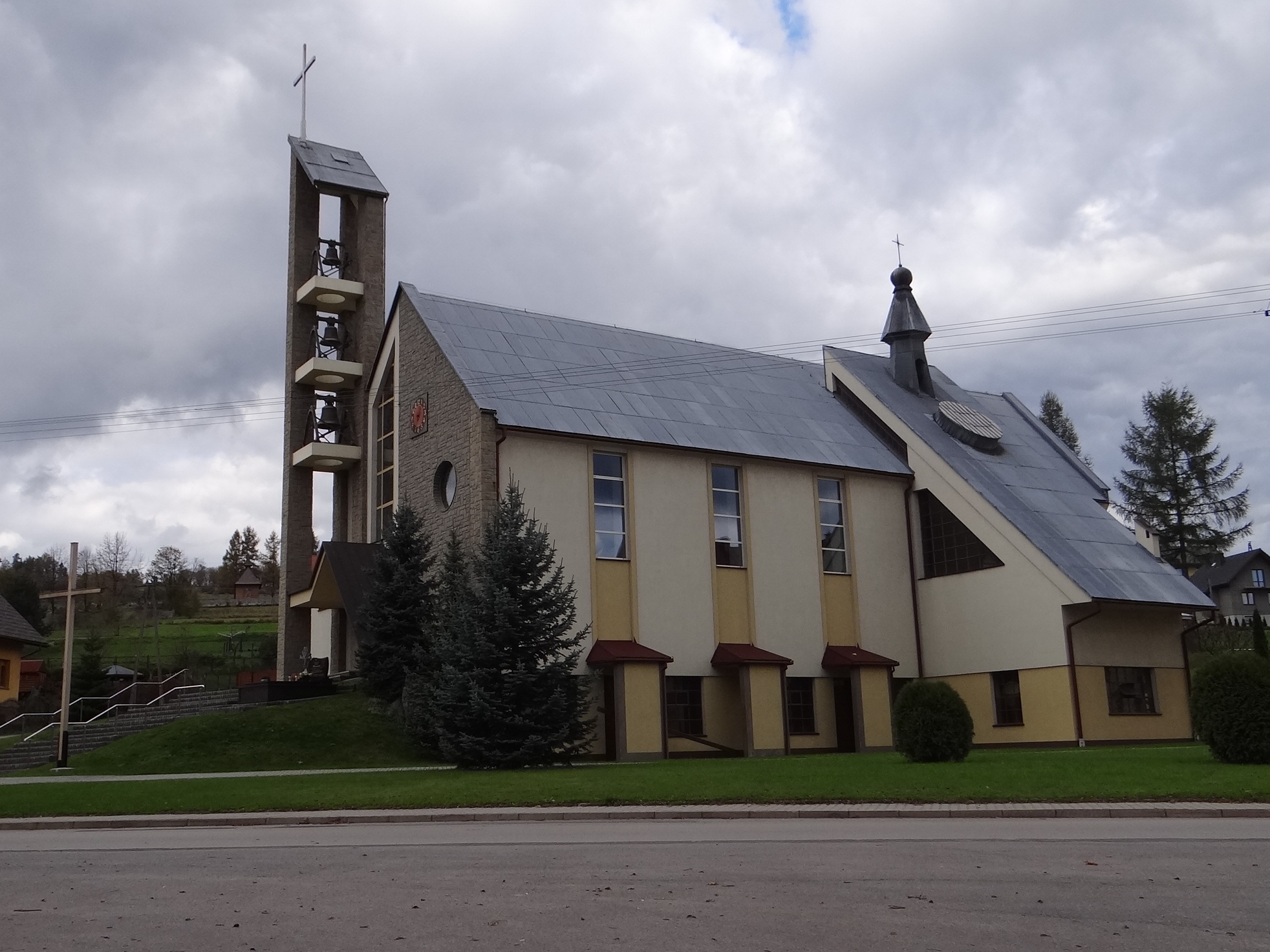
Kirche in Toporzysko

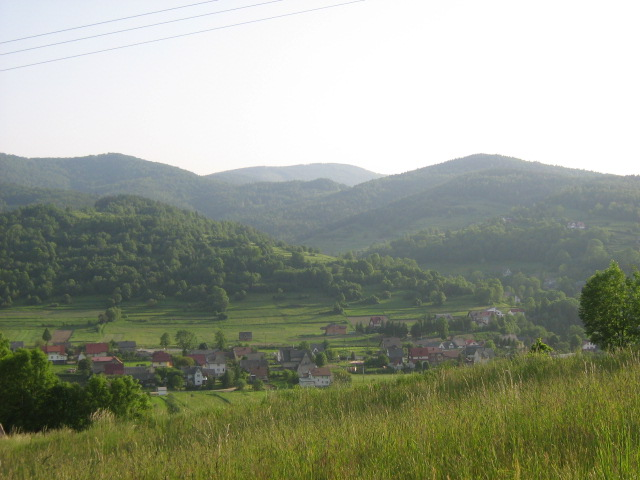
Beskidenlandschaft bei Osielec

Die Gemeinde liegt etwa vierzig Kilometer südlich von Krakau am Fluss Skawa am Fuß der Beskid Makowski, einem Teil der Beskiden. Von ihrer Fläche sind 53 % landwirtschaftlich  genutzt werden und 41 % mit Wald bedeckt. Die Gmina grenzt an die Landgemeinden Bystra-Sidzina, Lubień, Maków Podhalański, Raba Wyżna, Spytkowice, Tokarnia und die Kreisstadt Jordanów.

## Geschichte
Die Stadt Jordanów wurde im Jahr 1564 von Spytek Jordan gegründet. Als bedeutender Handelsplatz wurde die Region bald eine eigene Grafschaft und kam in den Besitz des Adelsgeschlechts der Trąby, die sich als Grafen Jordanowski nannten.
Von 1975 bis 1998 gehörte die Gmina zur Woiwodschaft Nowy Sącz.

## Gliederung
Die Gmina Jordanów hat eine Fläche von 92,65 km². Zu ihr gehören folgende fünf Dörfer:
Łętownia, Naprawa, Osielec, Toporzysko, Wysoka und das Forsthaus Folwark.

## Baudenkmale
- Kirche in Łętownia
- Gutshaus und Park in Wysoka
- Moderne Kirche in Toporzysko